# Jaquelin García Cruz
Jaquelin García Cruz (Lázaro Cárdenas, Michoacán, 23 de diciembre de 1997), es una futbolista profesional mexicana que juega como volante. Actualmente es parte del Atlas FC Femenil de la Primera División Femenil de México.

## Carrera
Jaquelin jugaba futbol desde niña, y señala haber sentido emoción e ilusión cuando se anunció la creación de la Liga Femenil MX.Fue parte del equipo con el que las Tuzas jugaron la Copa de la Liga MX Femenil 2017, torneo previo al inicio del formato actual de la Liga.

### Pachuca
El 28 de julio de 2017, García hizo su primera aparición en el Pachuca ante el Club Pumas UNAM, llevándose una victoria de 3-0. El 19 de agosto anotó sus primeros dos goles en contra del Cruz Azul en una victoria por goliza de 1-9 en el Estadio Azul.
Duante el torneo Apertura 2017, García anotó 4 tantos. Posteriormente, en su segundo torneo formal con las Tuzas, jugó en 12 partidos y anotó dos goles.

### León
Para el torneo Apertura 2018, llegó al Club León Femenil, donde tuvo minutos en 15 partidos del torneo.

### Tigres de la U.A.N.L.
En el torneo Clausura 2019 Jaque fue fichada para jugar con el equipo universitario, con el cual participó en 8 juegos jugando un total de 565 minutos.

### Pumas
Tras su paso por el equipo regio, Jaquelin fichó con el Club Universidad para el Apertura 2019. Estuvo con el equipo  un total de cuatro torneos, en los cuales anotó siete goles. 

### Querétaro
Desde el Apertura 2021 y hasta el Clausura 23, fue parte del equipo de Querétaro Fútbol Club Femenil. Con este equipo fue titular en la mayoría de los juegos de la temporada, consolidándose como jugadora clave para la ofensiva del conjunto, además de sumar seis goles en las cuatro temporadas que jugó con ellas.
Durante la jornada 6 del Apertura 2021, su gol de chilena contra las Bravas de Juárez fue considerado como uno de los mejores de la jornada de la Liga MX Femenil.

### Atlético San Luis
En 2023, Jaque llegó a reforzar el equipo joven, apareciendo en dos torneos. Durante el Apertura 2023 jugó un total de1449 minutos y anotó dos goles. Durante el Clausura 2024, tuvo tiempo en 11 jornadas. 

### Atlas
En junio de 2024, Jaquelin fue anunciada como refuerzo del Atlas Fútbol Club Femenil.

## Carrera Internacional
En febrero de 2018, mientras jugada con las Tuzas, Jaquelin fue convocada a una concentración de la Selección femenina de fútbol de México en el Centro de Alto Rendimiento de la Federación Mexicana de Fútbol bajo el liderazgo de Roberto Medina. 

### Club
| Club                | Season              | Liga                | Liga             | Liga            | Liga  |
| Club                | Season              | División            | Partidos Jugados | Minutos Jugados | Goles |
| ------------------- | ------------------- | ------------------- | ---------------- | --------------- | ----- |
| Pachuca             | Apertura 2017       | Liga MX Femenil     | 14               | 138             | 4     |
| Pachuca             | Clausura 2018       | Liga MX Femenil     | 12               | 855             | 1     |
| León                | Apertura 2018       | Liga MX Femenil     | 15               | 958             | 0     |
| Tigres              | Clausura 2019       | Liga MX Femenil     | 8                | 565             | 0     |
| Pumas               | Apertura 2019       | Liga MX Femenil     | 10               | 782             | 2     |
| Pumas               | Clausura 2020       | Liga MX Femenil     | 4                | 222             | 1     |
| Pumas               | Apertura 2020       | Liga MX Femenil     | 11               | 754             | 3     |
| Pumas               | Clausura 2021       | Liga MX Femenil     | 9                | 348             | 1     |
| Querétaro           | Apertura 2021       | Liga MX Femenil     | 14               | 1095            | 4     |
| Querétaro           | Clausura 2022       | Liga MX Femenil     | 16               | 1166            | 2     |
| Querétaro           | Apertura 2022       | Liga MX Femenil     | 16               | 1085            | 0     |
| Querétaro           | Clausura 2023       | Liga MX Femenil     | 17               | 1203            | 0     |
| San Luis            | Apertura 2023       | Liga MX Femenil     | 17               | 1449            | 2     |
| San Luis            | Clausura 2024       | Liga MX Femenil     | 11               | 463             | 0     |
| Atlas               | Apertura 2024       | Liga MX Femenil     | 6*               | 485             | 1     |
| Total en su carrera | Total en su carrera | Total en su carrera | 180              | 11568           | 21    |

*: Torneo en proceso, información parcial 

## Honores
Pachuca
- Copa de la Liga MX Femenil 2017 (1): 2017